# Ovtsharenkoia pallida
Ovtsharenkoia pallida is een spinnensoort in de taxonomische indeling van de Hersiliidae.
Het dier behoort tot het geslacht Ovtsharenkoia. De wetenschappelijke naam van de soort werd voor het eerst geldig gepubliceerd in 1875 door Kroneberg.